# Gene Roddenberry
Eugene Wesley Roddenberry (El Paso, 19 de agosto de 1921 – Santa Mônica, 24 de outubro de 1991) foi um roteirista e produtor de televisão norte-americano. É mais conhecido ser o criador da série de ficção científica Star Trek e suas séries derivadas Star Trek: The Animated Series e Star Trek: The Next Generation. 
Nascido em El Paso, Texas, Roddenberry cresceu em Los Angeles, onde seu pai era policial. Roddenberry voou em 89 missões pelas Forças Aéreas do Exército durante a Segunda Guerra Mundial, e depois da guerra trabalhou como piloto comercial. Posteriormente ele seguiu os passos de seu pai, entrando para o Departamento de Polícia de Los Angeles para sustentar a família. Ao mesmo tempo, começou a escrever roteiros para a televisão.
Como roteirista autônomo, Roddenberry escreveu para séries como Highway Patrol e Have Gun – Will Travel antes de criar e produzir seu próprio programa, The Lieutenant. Em 1964, ele criou Star Trek, que estreou dois anos depois, em 1966, e teve três temporadas antes de ser cancelada. Ele trabalhou em outros projetos, incluindo uma série de pilotos de televisão fracassados. Nas reprises de Star Trek, a popularidade da série cresceu, e Roddenberry continuou a produzir os filmes da franquia e a série Star Trek: The Next Generation que estreou em 1987, até sua morte em 1991. Inicialmente, ele era um participante ativo na produção, mas a saúde debilitada o fez se afastar da série.
Em 1985 ele se tornou o primeiro roteirista de TV a receber uma estrela na Calçada da Fama e depois teve seu nome inserido no Hall da Fama da Ficção científica e da Academia de Artes & Ciências Televisivas. Anos após sua morte, Roddenberry foi um dos primeiros seres humanos a ter suas cinzas levadas ao espaço. A popularidade do universo de Star Trek inspira livros, filmes, quadrinhos, vídeo games e filmes feitos por fãs até hoje.

## Biografia
Gene Roddenberry nasceu em 19 de agosto de 1921, na casa alugada de seus pais em El Paso, Texas. Era o filho mais velho de Eugene Edward Roddenberry e Caroline "Glen" Golemon Roddenberry. Em 1923, a família se mudou para Los Angeles, quando seu pai passou na prova para o serviço civil e começou a trabalhar como policial. Desde pequeno, Gene gostava de ler, principalmente revistas pulp e quadrinhos, sendo fã de histórias de Tarzan, John Carter e da série Skylark, de E. E. Smith.

## Carreira

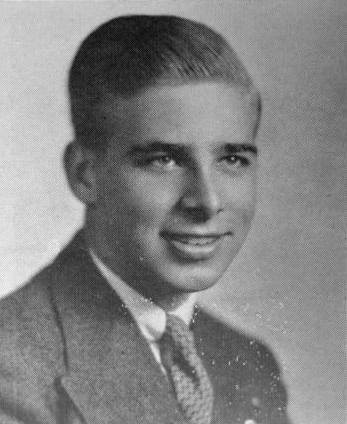
Gene Roddenberry em seu último ano no ensino médio

Pelo Los Angeles City College, Roddenberry se formou como policial, onde começou a namorar Eileen-Anita Rexroat e a se interessar por engenharia aeronáutica. Através de um programa de pilotagem para civis, patrocinado pela Força Aérea dos Estados Unidos, ele obteve seu brevê de piloto, alistando-se para o serviço militar em 18 de dezembro de 1941. Em 13 de junho de 1942, ele se casou com Eileen. Em 5 de agosto de 1942, ele se formou pelo Corpo Aéreo do Exército dos Estados Unidos e foi designado como segundo tenente.
Roddenberry foi enviado para uma base aérea em Bellows Field, na ilha de Oahu, para se juntar ao 394º Esquadrão de Bombardeio, 5º Grupo de Bombardeio, do 13º Regimento da Força Aérea, onde voou em um Boeing B-17 Flying Fortress. Em 2 de agosto de 1943, enquanto voava com seu B-17E-BO, número de registro 41-2463, também chamado de "Yankee Doodle", sobre a ilha de Espiritu Santo, a maior ilha de Vanuatu, ultrapassou os limites da pista por mais de 150 metros, colidindo contra as árvores, onde quebrou o nariz da aeronave, deflagrando um incêndio na parte interna, que matou o sargento artilheiro John P. Kruger e o navegador tenente Talbert H. Woolam. O relatório final do incidente inocentou Roddenberry.
O restante de sua carreira militar foi passada nos Estados Unidos, tendo voado por todo o país como investigador de acidentes aéreos. Ele se envolveu em um segundo acidente aéreo, desta vez como passageiro. Por seu serviço como piloto, ele recebeu a Cruz de Voo Distinto e a Medalha do Ar.
Em 1945, ele tornou-se piloto da Pan American World Airways, com rotas que iam de Nova York para Johanesburgo ou para Calcutá, as mais longas rotas da Pan Am na época. Na época, ele morava em River Edge, Nova Jérsei e se envolveu em seu terceiro acidente aéreo, no voo 121 na Pan Am, em 18 de junho de 1947. O avião caiu no deserto da Síria, e Roddenberry, no comando por ser o oficial superior, com duas costelas quebradas, ainda ajudou a retirar passageiros de dentro da aeronave em chamas, enquanto aguardavam resgate. Quinze pessoas morreram na queda, onze passageiros precisaram de tratamento hospitalar e oito não ficaram feridos.
Roddenberry saiu da Pan Am em 15 de maio de 1948 e decidiu seguir carreira na escrita, principalmente naquele momento, em que a televisão se tornava um item de consumo de massa. Para poder se sustentar enquanto buscava por uma oportunidade na TV, Roddenberry se tornou policial do Departamento de Polícia de Los Angeles, em 10 de janeiro de 1949 e passou seus primeiros 16 meses na divisão de trânsito antes de ser transferido para a divisão de mídia. Esta divisão se tornou a Divisão de Informação Pública e Roddenberry se tornou o escritor dos discursos do chefe de polícia.
Tornou-se consultor técnico para a nova versão para a televisão de Mr. District Attorney, o que o llevou a escrever para o programa sob o pseudônimo de "Robert Wesley". Começou a trabalhar em programas da Ziv Television Programs e continuou a vender roteiros para Mr. District Attorney, além de Highway Patrol. No começo de 1956, ele vendeu duas ideias de roteiros para a I Led Three Lives, e foi quando percebeu que estava se tornando cada vez mais difícil ser escritor e policial ao mesmo tempo. Em 7 de junho de 1956, ele se demitiu da polícia e se concentrou em sua carreira de roteirista.

## Televisão
Roddenberry foi promovido a roteirista-chefe da série The West Point Story e escreveu dez roteiros para a primeira temporada, cerca de 1/3 do total de episódios. Enquanto trabalhava para a Ziv Company, em 1956, ele propôs uma série para o canal CBS, que se passava em um navio de cruzeiro, chamada Hawaii Passage, que mostraria o dia a dia de seu capitão e seus oficiais. A CBS, porém, não comprou o projeto, já que Roddenberry queria ter total controle criativo, além de ser seu produtor.
Ele continuou escrevendo roteiros para a Ziv Company, para a série Harbourmaster e assinou contrato com a Ziv para produzir um novo programa, chamado Junior Executive, com Quinn Martin, mas o projeto nunca vingou. Escreveu roteiros para várias outras séries em seus primeiros anos como escritor profissional, incluindo Jefferson Drum e Bat Masterson. Seu episódio "Helen of Abajinian", da série Have Gun – Will Travel, ganhou o prêmio da Writers Guild of America de Melhor Roteiro de 1958. Ele continuou criando séries, incluindo uma baseada em um agente da Lloyd's of London chamada The Man from Lloyds. Criou também uma série policial chamada Footbeat para a CBS, que quase estreou pela ABS, nas noites de sábado, mas a emissora preferiu por um western.
Roddenberry foi solicitado para escrever uma série chamada Riverboat, que se passava nos anos 1860 no Mississippi. Quando ele descobriu que os produtores não queriam atores ou figurantes negros na série, ele arrumou uma discussão que lhe custou o emprego. Por volta dessa época, ele considerou se mudar para a Inglaterra, onde ele esperava poder abrir sua própria produtora.
Embora ele não tenha se mudado, Roddenberry alavancou seu negócio para conseguir um contrato com a Screen Gems, que incluía US$ 100.000 garantidos, tornando-se produtor pela primeira vez em um programa substituto nas férias de verão para The Ford Show intitulado Wrangler. A Screen Gems apoiou a primeira tentativa de Roddenberry de criar um piloto de uma série chamada The Wild Blue. O piloto chegou a ser gravado, mas a série não deslanchou. Os três protagonistas de The Wild Blue tinham nomes que depois apareceriam em Star Trek: Philip Pike, Edward Jellicoe e James T. Irvine.

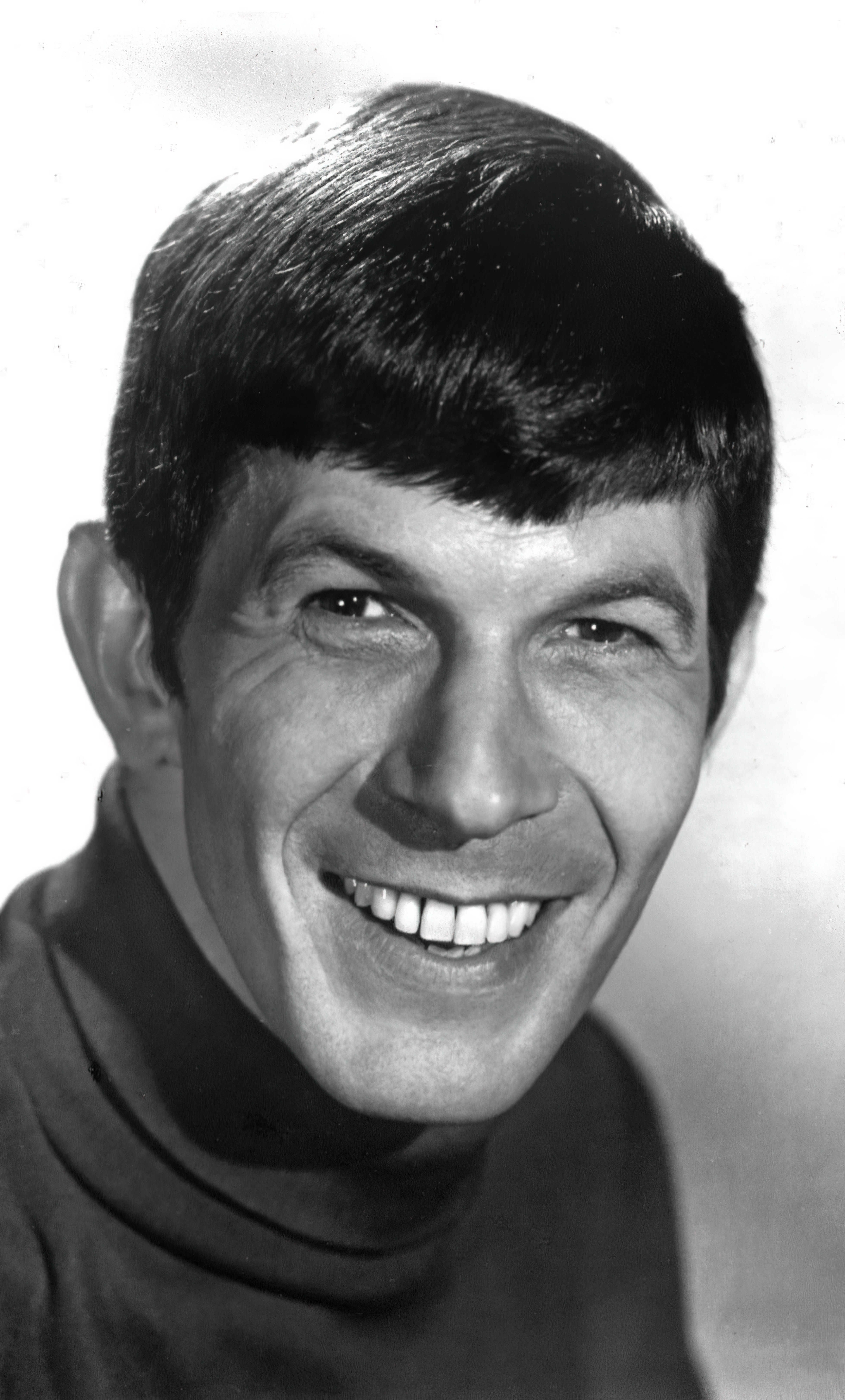
Leonard Nimoy primeiro trabalhou com Roddenberry The Lieutenant.

Enquanto trabalhava na Screen Gems, uma atriz, novata em Hollywood, escreveu para ele pedindo um encontro. Eles rapidamente se tornaram amigos e se encontravam a cada poucos meses; a atriz era  Majel Leigh Hudec, mais tarde conhecida como Majel Barrett-Roddenberry. Ele então criou um segundo piloto, 333 Montgomery, sobre um advogado interpretado por DeForest Kelley. O projeto não foi cooptado pela emissora, mas posteriormente foi reescrito como uma nova série chamada Defiance County. Sua carreira na Screen Gems terminou no final de 1961 e logo depois, ele teve problemas com seu velho amigo Erle Stanley Gardner. O criador de Perry Mason alegou que  Defiance County  havia infringido os direitos de seu personagem, Doug Selby. Os dois roteiristas se desentenderam por correspondência e pararam de se falar, embora Defiance County nunca tenha passado do piloto.
Com o dinheiro de sua rescisão da Screen Gems, Eileen e Gene se mudaram para um bairro próximo a Beverly Hills. Baseado no filme Master of the World (1961), Roddenberry e seu colega Christopher Knopf pensaram em uma ideia para uma séria que se passava em uma aeronave que viajava o mundo, com uma tripulação multiétnica. Como não era o momento certo para a ficção científica, ele começou a trabalhar em The Lieutenant para a Arena Productions. Ela estreou em 14 de setembro de 1963, pela NBC, um sábado à noite. O programa estabeleceu um novo recorde de audiência para o horário naquele ano.
Roddenberry trabalhou com vários membros do elenco e da equipe de The Lieutenant, que mais tarde se juntariam a ele em Star Trek, incluindo: Gene L. Coon, Gary Lockwood, Joe D'Agosta, Leonard Nimoy, Nichelle Nichols e Majel Barrett. The Lieutenant foi uma produção conjunta com o Pentágono, que permitiu que a série fosse gravada em uma base militar. Durante a produção da série, Roddenberry teve várias discussões com o Departamento de Defesa sobre possíveis enredos para os episódios.
O Departamento de Defesa parou de apoiar a série depois que Roddenberry pressionou por um episódio intitulado "To Set It Right", onde um branco e um negro descobrem que têm uma causa comum em seus papéis como fuzileiros navais. Este também foi o episódio em que Roddenberry trabalhou pela primeira vez com a atriz Nichelle Nichols em seu primeiro trabalho na TV. 
A série, porém, não teve uma segunda temporada, sendo que Roddenberry já estava trabalhando em uma nova ideia, que falava de uma tripulação multiétnica em um dirigível, com um protagonista semelhante a Horatio Hornblower. Ele decidiu então transformar o programa em uma ficção científica e em 11 de março de 1964, ele criou um episódio piloto de 16 páginas. em 24 de abril, ele enviou três cópias e dois dólares para a Writers Guild of America, para registrar sua ideia. Ele chamou essa nova série de Star Trek.

### Star Trek
Quando Roddenberry levou Star Trek para a MGM, a ideia foi bem recebida, mas nenhuma oferta foi feita. Ele então foi até a Desilu Productions, mas ao invés de receber uma oferta por seu novo programa, ele foi contratado como produtor e teve permissão para trabalhar em seus projetos. Seu primeiro trabalho para a Desilu foi um piloto de meia hora chamado Police Story, que não foi comprado por nenhuma emissora. Sem conseguir vender nada em cinco anos, a Desilu estava passando por dificuldades financeiras, pois seu único sucesso era The Lucy Show.
Roddenberry levou a ideia de Star Trek para Oscar Katz, chefe da programação, e juntos eles começaram a traçar um plano para tentar vender a série para as redes de TV. Eles foram até a CBS que, finalmente aceitou, mas depois largou o projeto. Os dois ficaram sabendo depois que a rede estava interessada em Star Trek porque tinha outra série de ficção científica em desenvolvimento, Lost in Space. Eles então levaram a ideia para Mort Werner, na NBC, mas desta vez retirando os elementos de ficção científica e exaltando aspectos que a assemelhassem com Gunsmoke e Wagon Train.
A emissora então financiou três ideias e a escolhida foi "The Menagerie", que depois ficou conhecida como "The Cage", o episódio piloto, sendo que as outras duas ideias se tornariam episódios da série clássica. Boa parte do dinheiro veio da NBC, mas o restante foi financiado pela Desilu. Roddenberry contratou D. C. Fontana como sua assistente, já que ambos tinham trabalhado em The Lieutenant. Fontana escreveria mais oito episódios para Star Trek.

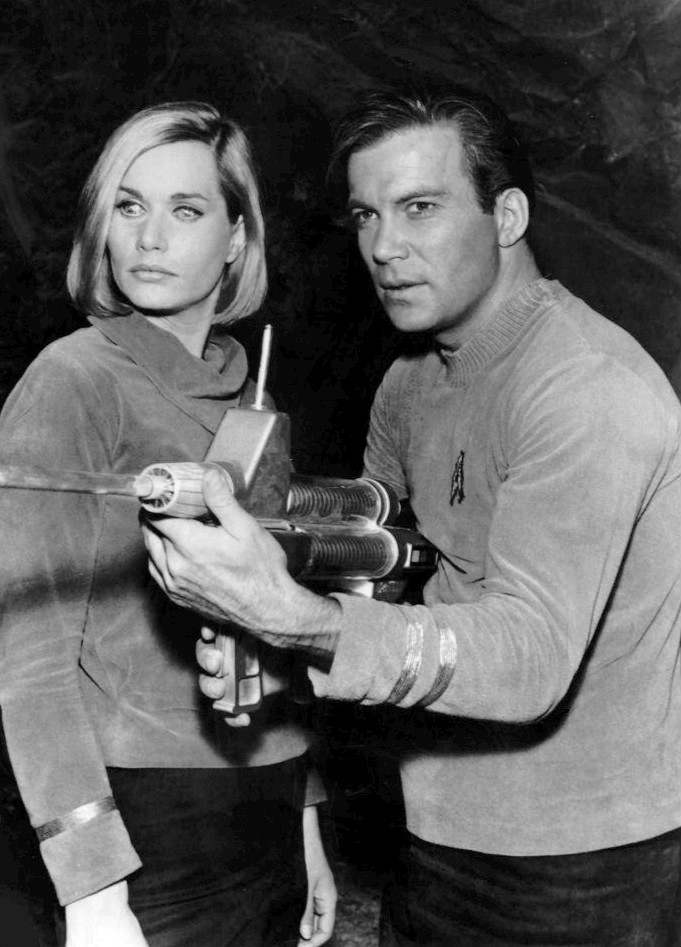
William Shatner e Sally Kellerman, no segundo episódio piloto "Where No Man Has Gone Before"

Por volta desta época, Roddenberry e Majel Barrett começaram a ter um caso amoroso e ele escreveu um personagem para ela, o do Primeiro Oficial no projeto piloto que tinha em mente. Para o papel de Spock, Majel sugeriu Leonard Nimoy. As filmagens começaram em 27 de novembro de 1964, terminando em 11 de dezembro do mesmo ano.
Na pós-produção, o episódio foi exibido para os executivos da NBC e havia rumores de que ele seria exibido nas noites de sexta-feira. O episódio, porém, não impressionou no teste de audiência e os executivos ficaram hesitantes com o novo programa. Katz então ofereceu outro piloto para a mesma série e a NBC financiou o projeto em 26 de março de 1965.
Roddenberry desenvolveu vários roteiros possíveis para o novo piloto, como "Mudd's Women", "The Omega Glory", e com a ajuda de Samuel A. Peeples, "Where No Man Has Gone Before". Este último foi escolhido e aprovado pela NBC, o que levou a rumores de que Peeples teria criado Star Trek, o que ele negou várias vezes. Roddenberry estava determinado a ter uma tripulação multiétnica, o que impressionou o ator George Takei quando ele fez o teste para um papel na série.
O episódio entrou em produção em 15 de julho de 1965 e acabou custando apenas a metade de "The Cage", já que os sets estavam todos prontos. Roddenberry trabalhou em vários projetos pelo resto daquele ano. Em dezembro, ele decidiu escrever as letras para a música tema de Star Trek, o que irritou o compositor oficial, Alexander Courage, pois significava que os direitos seriam divididos entre os dois. Em fevereiro de 1966, a NBC informou a Desilu que estava comprando Star Trek e que seria incluído na programação do outono de 1966.
Em 24 de maio, o primeiro episódio da série Star Trek entrou em produção e a Desilu foi contratada para produzir 13 episódios. Cinco dias antes da primeira exibição, Roddenberry apareceu na 24ª World Science Fiction Convention e fez uma prévia de "Where No Man Has Gone Before", recebendo palmas de pé do público. O primeiro episódio foi ao ar pela NBC em 8 de setembro de 1966, às 20hs. Preocupado com a baixa audiência da série, Roddenberry escreveu para Harlan Ellison, perguntando se ele poderia escrever algumas cartas para a rede para salvar sua série. Não querendo perder uma fonte potencial de lucro, Ellison concordou e também procurou a ajuda de outros escritores que também queriam evitar a perda de receita.
Roddenberry escreveu também para Isaac Asimov sobre como abordar a popularidade crescente de Spock e a possibilidade de seu personagem ofuscar o capitão James T. Kirk. Asimov sugeriu que Kirk e Spock trabalhassem juntos como uma equipe "para fazer as pessoas pensarem em Kirk quando pensarem em Spock".

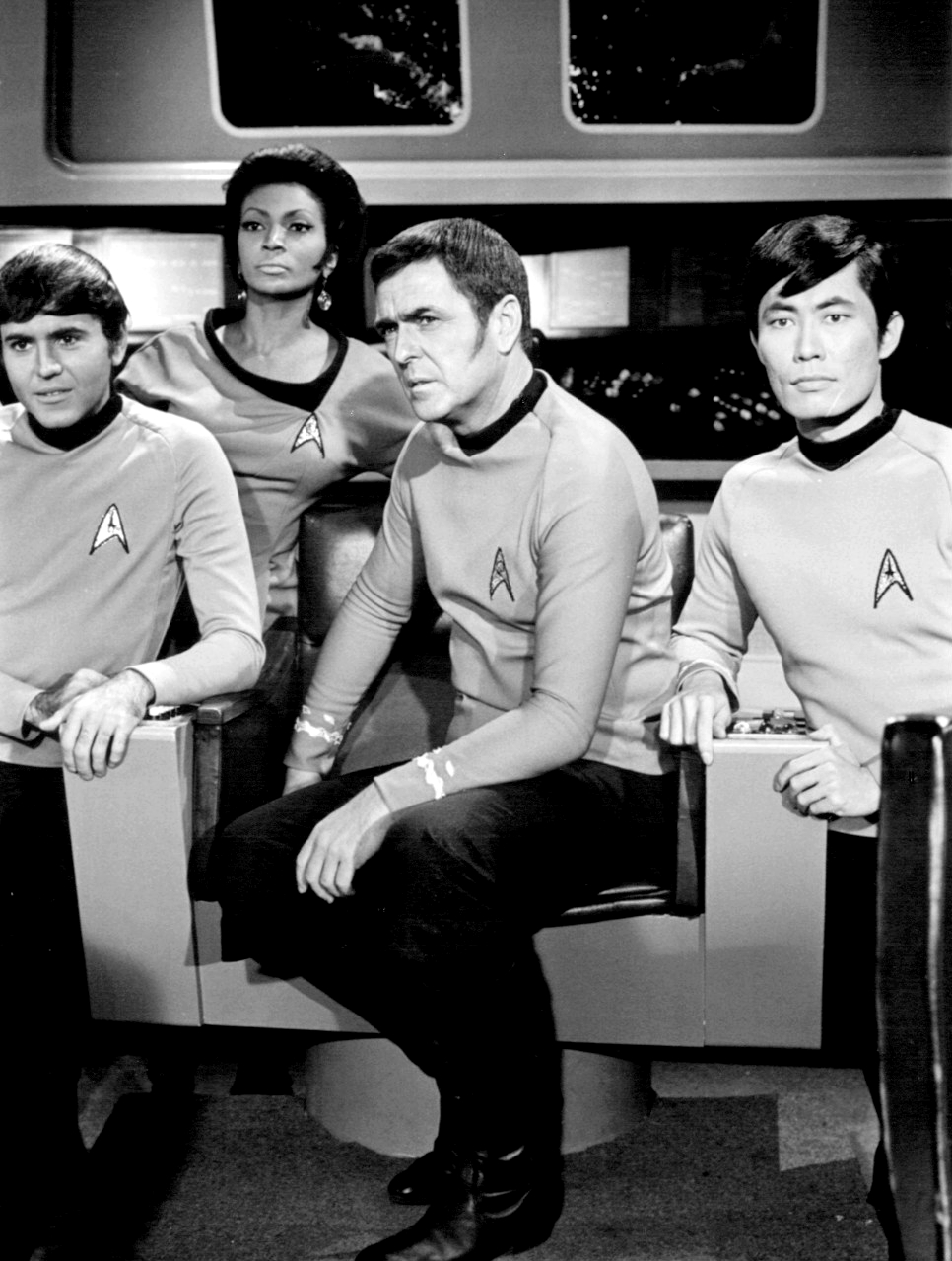
Parte do elenco principal de Star Trek na terceira temporada

A série foi renovada para uma primeira temporada completa e depois para uma segunda temporada. Um artigo publicado no Chicago Tribune dizia que fontes do estúdio já tinham decidido renovar Star Trek e que a as cartas que chegaram no estúdio foram inúteis. Roddenberry frequentemente reescrevia os roteiros enviados, embora nem sempre recebesse o crédito por eles.
Roddenberry e Ellison brigaram por causa de "The City on the Edge of Forever"  depois que Roddenberry reescreveu o roteiro de Ellison para torná-lo financeiramente viável para a filmagem e para o contexto da série. Até mesmo seu amigo, Don Ingalls, teve um roteiro reescrito por Roddenberry, "A Private Little War" e ele exigiu que o episódio fosse creditado a ele como "Jud Crucis" (uma brincadeira com "Jesus Christ"), já que ele considerava que tinha sido crucificado no processo da escrita do episódio.
O episódio "The Menagerie" também foi todo reescrito por Roddenberry, baseado em uma cena do piloto descartado "The Cage", o que levou a Writers' Guild a abrir uma comissão para discutir a respeito, após uma reclamação do autor original John D. F. Black. O episódio ganhou o Prêmio Hugo, mas o prêmio não informou a Roddenberry, que só ficou sabendo da premiação do episódio por Isaac Asimov.
Com a segunda temporada estava chegando ao fim, Roddenberry mais uma vez enfrentou a ameaça de cancelamento. Ele pediu ajuda novamente a Asimov e até encorajou um protesto na frente da NBC. em 8 de janeiro de 1968, centenas de estudantes de 20 escolas diferentes marcharam até as portas do estúdio. Roddenberry tinha começado a conversar com um fã de Star Trek, Bjo Trimble, que encorajou centenas de outros fãs da série a enviar cartas para a NBC. Essa campanha organizada por fãs levou à criação de um fandom original da série e um dos primeiros do mundo.
A emissora recebeu cerca de 6 mil cartas de fãs por semana solicitando a renovação da série. Em 1 de março de 1968, a NBC anunciou no ar, no final de "The Omega Glory", que Star Trek voltaria para uma terceira temporada. Inicialmente, a NBC pensou em colocar a série no horário das 19:30, nas noites de segunda-feira, um horário deixado em aberto pelo fim de The Man from U.N.C.L.E..
Tal decisão enfureceu George Schlatter, que forçou a rede a colocar a comédia Rowan e Martin's Laugh-In no lugar e a série de Roddenberry foi movida para 22h00 às sextas-feiras. Percebendo que o programa não resistiria muito tempo naquele horário e cansado de discutir com a emissora, Roddenberry parou de trabalhar diariamente na série, ainda que continuasse a ser creditado como produtor executivo.
Trabalhando com o escritor Stephen Edward Poe, que assinava como Stephen Whitfield, Roddenberry escreveu um livro de não-ficção, chamado The Making of Star Trek, para a Ballantine Books, em 1968. Ele precisava fazer dinheiro de algum lugar e não estava recebendo pela série de TV. Whitfield e Roddenberry concordaram em receber cada um 50% dos direitos e das vendas do livro. Whitfield foi anteriormente o diretor nacional de publicidade e promoção de fabricantes de modelos Aluminium Model Toys, mais conhecido como "AMT", que então detinha a licença de Star Trek e passou a administrar a Lincoln Enterprises, empresa de Roddenberry criada para vender produtos baseado na série.
Livre das obrigações diárias de Star Trek, Roddenberry pensou em criar um filme baseado no livro "I, Robot", de Asimov, além de trabalhar em um roteiro de Tarzan para a National General Pictures. Depois de solicitar um orçamento de US$ 2 milhões e este ser recusado, Roddenberry fez cortes para reduzir os custos para US$ 1,2 milhão. Quando soube que estavam oferecendo apenas US$ 700.000 para rodar o filme, que seria um filme para TV, ele cancelou o projeto.
Enquanto isso, a NBC anunciou o cancelamento de Star Trek, em fevereiro de 1969. Uma nova campanha de fãs, um pouco menos engajada que a anterior, pediram por uma nova temporada da série. Por causa da maneira como a série foi vendida para a NBC, ela deixou para a produtora uma dívida de US$ 4,7 milhões. O último episódio de Star Trek foi ao ar 47 dias antes de Neil Armstrong pisar na Lua como parte da missão Apollo 11, e Roddenberry declarou que nunca mais escreveria para a televisão.

### Anos 1970
Após o cancelamento de Star Trek, Roddenberry se sentiu rotulado como produtor de ficção científica, apesar de sua experiência em faroestes e histórias policiais. Posteriormente, ele descreveu o período, dizendo: "Meus sonhos estavam indo por água abaixo porque não consegui trabalho depois que a série original [Star Trek] foi cancelada." Ele sentia que era visto como "o cara que fez o programa que foi um fracasso bem caro."
Roddenberry vendeu sua participação em Star Trek para os Paramount Studios em troca de 1/3 dos lucros vigentes. No entanto, isso não resultou em nenhum ganho financeiro rápido; o estúdio ainda afirmava que a série estava US$ 500.000 no vermelho em 1982.

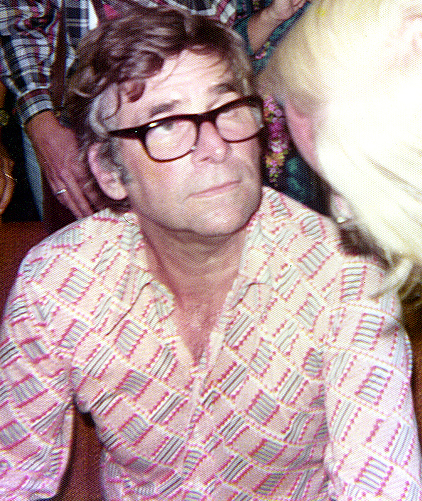
Gene Roddenberry na convenção de Star Trek, 1976

Ele escreveu e produziu Pretty Maids All in a Row (1971), dirigido por Roger Vadim, para a MGM, com um elenco que incluía Rock Hudson, Angie Dickinson, Telly Savalas, além de alguns atores de Star Trek, como James Doohan. O filme recebeu péssimas avaliações dos críticos. Herbert Solow deu o trabalho para Roddenberry como um favor, pagando US$ 100 mil pelo roteiro.
Com uma hipoteca e pagando pensão de US$ 2 mil ao mês depois de seu divórcio, em 1969, ele contratou um agente literário, com a ajuda de um amigo de longa data Arthur C. Clarke, e começou a ganhar algum dinheiro dando palestras em universidades e participando de convenções de ficção científica. Essas apresentações incluíram exibições de "The Cage" e erros de gravação de Star Trek. As convenções começaram a erguer um movimento de fãs para trazer de volta Star Trek, levando a revista 'TV Guide' a descrevê-lo, em 1972, como "o programa que não quer morrer".
Em 1972 e 1973, Roddenberry voltou à ficção científica, vendendo ideias para quatro novas séries para várias redes de TV. Genesis II se passava em uma Terra pós-apocalíptica e Roddenberry esperava recriar o sucesso de Star Trek sem fazer outro programa espacial. Ele criou um guia de 45 páginas, propondo várias histórias sobre bolsões de civilização que regressaram para momentos do passado ou evoluíram juntas. O piloto estreou como um filme para a TV em 1973, com grande audiência para as noites de quinta-feira. Roddenberry foi convidado para produzir vários roteiros para novos episódios, mas antes que a produção pudesse começar, a CBS estreou Planet of the Apes, que abocanhou uma audiência ainda maior que Genesis II, sendo trocada pela série de Planet of the Apes no mesmo ano. A série foi um desastre e ela foi cancelada com apenas 14 episódios.
The Questor Tapes foi um projeto que levou Roddenberry a trabalhar com Gene L. Coon, colega seu dos tempos de Star Trek, cuja saúde ia muito mal na época. A NBC pediu 16 episódios e queria colocá-la depois de The Rockford Files, nas noites de sexta-feira. O piloto foi ao ar em 23 de janeiro de 1974, com boa audiência e resposta positiva dos críticos, mas Roddenberry recusou as mudanças substanciais solicitadas pela rede e deixou o projeto, levando ao seu cancelamento logo depois.
Durante o ano de 1974, Roddenberry retrabalhou Genesis II para um segundo piloto de Planet Earth, um revival da NBC com resultados medianos. O piloto foi ao ar em 23 de abril de 1974. Enquanto Roddenberry queria criar algo que pudesse existir no futuro, a rede queria mulheres estereotipadas de ficção científica e ficava infeliz quando isso não acontecia.
Ele então começou a desenvolver MAGNA I, uma série subaquática de ficção científica, para a 20th Century Fox Television. No momento em que o roteiro foi concluído, no entanto, aqueles que aprovaram o projeto tinham deixado a Fox e seus substitutos não estavam interessados na série. Destino semelhante foi enfrentado por Tribunes, uma série policial de ficção científica, que Roddenberry tentou fazer decolar entre 1973 e 1977. Ele desistiu após quatro anos.
Em 1974, John Whitmore pagou US$ 25 mil a Roddenberry para escrever um roteiro chamado The Nine. Inicialmente deveria ser sobre a pesquisa parapsicológica de Andrija Puharich, mas o roteiro evoluiu para uma exploração de suas experiências na tentativa de ganhar a vida participando de convenções de ficção científica.
O filme de 1977, Spectre, foi uma tentativa de Roddenberry de criar uma dupla de detetives do sobrenatural, semelhante a Sherlock Holmes e Dr. Watson, lançado na TV dos Estados Unidos e em algumas salas do Reino Unido.

## Últimos anos e morte
No final dos anos 1980, Roddenberry começou a sofrer com os primeiros sintomas de doença vascular cerebral e encefalopatia, resultado de anos de abuso de álcool e sedativos muito usados nos anos 1970 como metaqualona, além de drogas ilícitas como cocaína, que ele usou regularmente nos sets de filmagem de Star Trek: The Motion Picture. Durante a carreira, ele fez uso contínuo de estimulantes para poder trabalhar durante a noite em roteiros, como anfetaminas e efeito de tais substâncias foram agravados devido à diabetes tipo 2, hipertensão arterial e pelos sedativos prescritos por médicos.
Em setembro de 1989, Roddenberry teve um AVC em sua casa em Tallahassee, na Flórida e depois disso sua saúde piorou consideravelmente, fazendo com que ele dependesse de uma cadeira de rodas. Seu braço direito ficou paralisado depois de um outro AVC, em outubro de 1991, causando-lhe dor crônica atrofia muscular. Ele também teve dificuldades de enxergar com o olho direito e falar frases inteiras ficou bem difícil.
Às 14 horas de 24 de outubro de 1991, ele tinha uma consulta com seu médico, Dr. Ronald Rich, em Santa Mônica. Enquanto estava no elevador, assim que as portas se abriram no 5º andar, Roddenberry começou a ter falta de ar e ele foi levado às pressas até o consultório do médico, que o deitou em uma maca, enquanto uma enfermeira lhe ministrava oxigênio. Ele teve uma parada cardiorrespiratória e morreu no consultório minutos depois.
Paramédicos ainda tentaram uma ressuscitação cardiopulmonar e o levaram para o pronto-socorro do Centro Médico da Universidade da Califórnia em Los Angeles, onde a morte foi declarada.

### Funeral
O funeral foi marcado para 1º de novembro, com o público convidado para o memorial no Hall da Liberdade, no Forest Lawn Memorial Park, em Hollywood Hills, mas seu corpo tinha sido cremado pouco antes do evento. Mais de 300 fãs de Star Trek compareceram ao funeral. Nichelle Nichols cantou duas vezes, primeiro "Yesterday" e depois uma música de sua autoria, chamada "Gene". Ray Bradbury, Whoopi Goldberg, E. Jack Neuman e Patrick Stewart falaram ao público. A cerimonia foi encerrada com dois flautistas tocando "Amazing Grace", enquanto uma mensagem gravada pelo próprio Roddenberry tocava ao fundo. Uma esquadrilha passou voando sobre Hollywood Hills, meia hora depois, com um avião faltando na formação em saudação a Roddenberry. 
O testamento de Roddenberry deixou a maior parte de sua fortuna de US$ 30 milhões para Majel Barrett, em um fundo fiduciário. Ele também deixou dinheiro para seus filhos e sua primeira esposa, Eileen. No entanto, sua filha Dawn contestou o testamento com base no fundamento de que Barrett teve influência indevida sobre seu pai. Em uma audiência em 1993, o Tribunal Superior de Los Angeles decidiu que existiam impropriedades na gestão do fundo e removeu Barrett como executora. Em outra decisão, o tribunal concluiu que Roddenberry ocultou ativos de Star Trek na Norway Corporation para manter os fundos longe de sua primeira esposa, e ordenou o pagamento de 50% desses ativos a Eileen, como bem como danos punitivos.
Em 1996, o Tribunal de Apelações da Califórnia decidiu que o testamento original, que afirmava que qualquer pessoa que o contestasse seria deserdado, permaneceria de pé. Como resultado, Dawn perdeu US$ 500.000, bem como uma parte do fundo com a morte de Barrett. O tribunal de apelação também anulou a decisão anterior de conceder à primeira esposa de Roddenberry, Eileen, 50% de seus bens. O juiz chamou aquele caso de "que nunca deveria ter acontecido".